# Little Belize
Little Belize é uma cidade do distrito de Corozal, Belize. No último censo realizado em 2000, sua população era de 2.059 habitantes. Em meados de 2005, a população estimada da cidade era de 2.200 habitantes.